# Fidei defensor
Fidei defensor („Verteidiger des Glaubens“, weibliche Form fidei defensatrix) ist die lateinische Ursprungsbezeichnung des englischen Titels Defender of the faith und des französischen Titels Défenseur de la foi.

## Defender of the faith

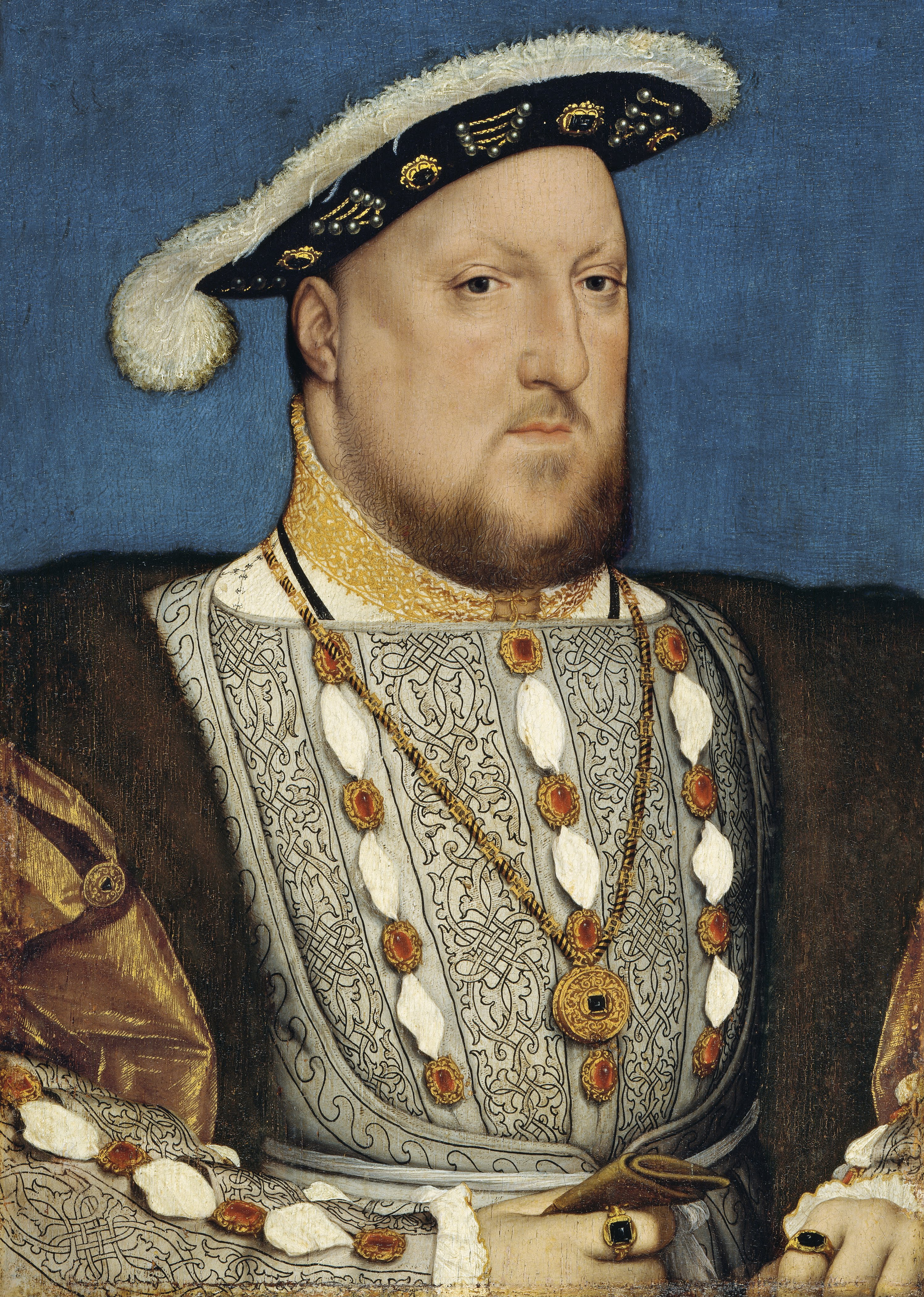
Heinrich VIII., zunächst Verteidiger des katholischen Glaubens

Fidei defensor beziehungsweise Defender of the faith ist ein untergeordneter Titel der englischen (und später britischen, kanadischen und neuseeländischen) Monarchen, seit er König Heinrich VIII. aus dem Hause Tudor am 17. Oktober 1521 von Papst Leo X. verliehen wurde. Andere große katholische Königreiche bekamen ähnliche fromme Titel verliehen, zum Beispiel Apostolischer König (Ungarn), Allerchristlichster König (Frankreich) oder Katholischer König (Spanien).
Der Titel wurde damals in Anerkennung des Buches Assertio Septem Sacramentorum („Verteidigung der Sieben Sakramente“) verliehen, geschrieben von Heinrich und dem dabei ungenannten Thomas Morus zur Verteidigung des sakramentalen Charakters der Ehe und der Vorrangstellung des Papstes. Dies wurde als wichtige Gegenmaßnahme zu den Anfängen der Reformation und besonders den Vorstellungen Martin Luthers gesehen.
Als der Tudorkönig mit Rom brach und sich selbst zum Oberhaupt der Church of England machte, wurde Heinrich der Titel von Papst Paul III. wieder aberkannt.
Das Parlament von England verlieh jedoch 1544 König Eduard VI. und seinen Nachfolgern den Titel Defender of the faith, nun in ihrer Eigenschaft als Verteidiger des anglikanischen Glaubens, dessen  Supreme Governor sie (mit Ausnahme der katholischen Maria Tudor) seitdem sind. Sie stehen dabei formell über dem Erzbischof von Canterbury als Primas. Vor allem geschah diese Verleihung gegen den Katholizismus und damit in genauer Umkehrung der ursprünglichen Zuerkennung durch den Papst. Obwohl die beiden Cromwells, die zwischen 1653 und 1659 Lordprotektoren des republikanischen Englands waren, strenger protestantisch waren als die Monarchie, nahmen sie nicht den Titel Fidei defensor an, der daher bis zur Stuart-Restauration ruhte.
Die lateinische Version des Titels, Fidei defensor, abgekürzt als FD oder FID DEF, wurde zum ersten Mal im Jahre 1714 während der Herrschaft Georgs I. auf Münzen geprägt und ist auf allen britischen Münzen zu finden.
Die meisten anderen Mitgliedsstaaten des Commonwealth, die den jeweiligen Monarchen als Staatsoberhaupt haben, lassen bei der Verwendung des Titels Defender of the faith weg, während sie das einleitende Von Gottes Gnaden beibehalten, z. B. Australien seit 19. Oktober 1973.
Die Worte sind jedoch in einigen Commonwealth Realms noch als Teil des vollen Titels des Monarchen in Gebrauch:
- Im Vereinigten Königreich, dem Heimatreich, per 8. September 2022: „By the Grace of God, of the United Kingdom of Great Britain and Northern Ireland and of His other Realms and Territories King, Head of the Commonwealth, Defender of the faith.“ („Von Gottes Gnaden König des Vereinigten Königreichs von Großbritannien und Nordirland und Seiner anderen Reiche und Gebiete, Oberhaupt des Commonwealths, Verteidiger des Glaubens“)
- In Kanada, ebenso per 8. September 2022: „By the Grace of God, of the United Kingdom, Canada and His other Realms and Territories King, Head of the Commonwealth, Defender of the faith“. „Par la Grâce de Dieu, Roi du Royaume-Uni, du Canada et de ses autres Royaumes et Territoires, Chef du Commonwealth, Défenseur de la foi“ („Von Gottes Gnaden König des Vereinigten Königreiches, Kanadas und Seiner anderen Reiche und Gebiete, Oberhaupt des Commonwealth, Verteidiger des Glaubens“)
- In Neuseeland und denjenigen Gebieten, in denen der König als König von Neuseeland ebenfalls Staatsoberhaupt ist (Cookinseln, Niue, Tokelau und das Ross-Nebengebiet): „By the Grace of God, King of New Zealand and His other Realms and Territories, Head of the Commonwealth, Defender of the faith.“ („Von Gottes Gnaden König Neuseelands und Seiner anderen Reiche und Gebiete, Oberhaupt des Commonwealth, Verteidiger des Glaubens“)

Kanada schloss den Titel nicht deswegen ein, weil der Souverän Schutzherr der Staatsreligion wäre – Kanada hat keine –, sondern weil er als Verteidiger des Glaubens allgemein angesehen wird. In einer Rede an das kanadische Unterhaus sagte Premierminister Louis Saint-Laurent im Jahre 1953:
„Eine etwas heiklere Frage ergab sich zur Beibehaltung der Worte ‚Verteidigerin des Glaubens‘. In England gibt es eine Staatskirche. In unseren Ländern [den anderen Monarchien des Commonwealth] gibt es keine Staatskirchen, aber in unseren Ländern gibt es Menschen, die Vertrauen in die Lenkung menschlicher Geschicke durch eine allwissende Vorsehung haben; und wir glaubten, dass es eine gute Sache wäre, wenn die staatliche Obrigkeit verlautbarte, dass ihr Gemeinwesen eines ist, das den fortlebenden Glauben an eine höhere Macht, die die Geschicke der gewöhnlichen Menschen lenkt, verteidigt, und dass es keinen vernünftigen Einspruch von jemanden, der an dieses höchste Wesen glaubt, dagegen geben kann, dass der Souverän als Haupt dieser staatlichen Obrigkeit Glaubender an einen höchsten Lenker und Verteidiger des Glaubens an ihn genannt wird.“
Andere Länder im Commonwealth ließen den Titel bereits wegfallen, bevor sie ein eigenes Staatsoberhaupt wählten, wie zum Beispiel das muslimische Pakistan zwischen 29. Mai 1953 (als es noch ein Dominion war) bis 23. März 1956 (als es eine Republik wurde): „Königin des Vereinigten Königreiches und Ihrer anderen Reiche und Gebiete, Oberhaupt des Commonwealth“. Andere Länder behielten sie bis zur Schaffung eines eigenen Amts für das Staatsoberhaupt bei, zum Beispiel Irland.
König Charles III. erwägt eine Umdeutung des Titels. Im Jahre 1994 merkte er an: „Ich persönlich sähe sie [seine künftige Aufgabe] eher als der Glaubensverteidiger, nicht [Verteidiger] des Glaubens.“ Gemeint war damit die Verteidigung einer jeglichen Glaubensüberzeugung. Um den Titel formell zu ändern, bedürfte es jedoch der Änderung des Coronation Act aus dem Jahre 1688 und der Zustimmung aller Parlamente der Commonwealthnationen, wie es die Präambel des Statuts von Westminster aus dem Jahre 1931 vorsieht. Obzwar das Fehlen von Artikeln im Lateinischen die alternative Übersetzung erlaubt, würfe diese die Frage auf, ob sie immer noch die Rolle des Monarchen als Oberhaupt der Staatskirche von England wiedergibt, oder andererseits Stellung gegen Ungläubige, die gleichfalls Glaubensfreiheit genießen, bezieht.

## Défenseur de la foi
Das französische wörtliche Gegenstück findet oder fand Verwendung als
- offizielle Version in französischer Sprache in Kanada (vor allem in der französischsprachigen Provinz Québec), siehe oben;
- selbstverliehener Nebentitel Heinrichs I., dem von Sklaven abstammenden König des Nordens von Haiti (1811–1820) als Bestandteil seines Titels, der aus dem Französischen übersetzt lautete: „Von Gottes Gnaden und dem verfassungsmäßigen Gesetz des Staates König von Haiti, Souverän von Tortuga, Gonâve und anderen benachbarten Inseln, Zerstörer der Tyrannei, Erneuerer und Wohltäter der haitianischen Nation, Schöpfer ihrer moralischen, politischen und kriegerischen Einrichtungen, erster gekrönter Monarch der Neuen Welt, Verteidiger des Glaubens, Gründer des Königlichen und Militärischen Ordens des heiligen Heinrich.“